# En este pueblo no hay ladrones

En este pueblo no hay ladrones (Il n'y a pas de voleur dans ce village) est une nouvelle écrite par Gabriel García Márquez en 1962. Elle raconte les aventures d'un petit village dans lequel on a dérobé les boules de billard de la salle de jeu, unique distraction de la communauté. La nouvelle a été adaptée au cinéma en 1965 par Alberto Isaac, avant qu'aucun des deux ne soit connu du grand public.

## Le livre

### Synopsis
Dans un petit village, la salle de jeu est la seule distraction pour la population. Jusqu'au jour où Dámaso, marié, futur père d'un petit garçon, dérobe les boules de l'unique table de billard. Un évènement a priori anodin, mais qui provoque l'ennui généralisé au village, et la multiplication des accusations portées sur un Noir. Le bouc émissaire sera battu par la police locale et emmené hors du village. Dámaso, rongé de remords, décide de restituer l'objet du délit, qui de toute façon lui est inutile.

### Thématique
L'acte du vol est abordé dans son sens social, de sa nécessité première à ses conséquences directes ou indirectes (privation du bien, suspicion, reproches, sanctions, remords), toujours dépendantes du contexte dans lequel il a lieu. Le sociologue Émile Durkheim disait qu'un crime n'est pas puni par la société pour être un crime, sinon qu'il est un crime pour être puni par la société. Cette approche est mise en valeur dans ce drame sociologique.

## Adaptations

### Cinéma
En 1965, Alberto Isaac tourne En este pueblo no hay ladrones.

### Théâtre
En este pueblo no hay ladrones a également fait l'objet d'adaptations théâtrales.